# Jozerand
Jozerand (do 2009 roku Joserand) – miejscowość i gmina we Francji, w regionie Owernia-Rodan-Alpy, w departamencie Puy-de-Dôme.
Według danych na rok 1990 gminę zamieszkiwało 255 osób, a gęstość zaludnienia wynosiła 24 osoby/km². Wśród 1310 gmin Owernii Jozerand plasuje się na 597. miejscu pod względem liczby ludności, natomiast pod względem powierzchni na miejscu 786.